# Skinnskatteberg (Gemeinde)
Koordinaten: 59° 50′ N, 15° 42′ O

Skinnskatteberg ist eine Gemeinde (schwedisch kommun) in der schwedischen Provinz Västmanlands län und der historischen Provinz Västmanland. Der Hauptort der Gemeinde ist Skinnskatteberg.

## Geographie
In der Gemeinde gibt es viele Seen und Gewässer, zusammen genau 244, die etwa acht Prozent der Fläche der Gemeinde ausmachen.

## Geschichte
Die Harde Skinnskatteberg, die auch heute noch mit der Gemeindegrenze übereinstimmt, wurde im Mittelalter der historischen Provinz Dalarna zugerechnet. Mit den Provinzreformen durch Axel Oxenstierna wurde sie Västmanlands län zugeschlagen und ist seitdem als Teil der historischen Provinz Västmanland betrachtet worden.

## Orte
Diese beiden Orte sind Ortschaften (tätorter):
- Skinnskatteberg
- Riddarhyttan